# Olivier Fugen
Olivier Fugen (* 17. Oktober 1970 in Nizza) ist ein ehemaliger französischer Fußballspieler.

## Karriere
Der aus Nizza stammende Fugen wurde in seiner Heimatstadt als Jugendlicher beim OGC Nizza ausgebildet und 1989 in die Reservemannschaft des Klubs aufgenommen und lief für diese fortan regelmäßig auf. 1991 rückte er in die Zweitligamannschaft auf und kam dort bereits in seiner ersten Saison auf 22 Einsätze in der Liga. Die Anfangsjahre seiner Karriere waren von zahlreichen Verletzungen geprägt, die seinen Weg zu einem Stammplatz erschwerten. Daher dauerte es bis zur Spielzeit 1994/95, dass Fugen seine Rolle als Leistungsträger im Team festigen konnte. Dies geschah in seiner ersten Saison in der höchsten französischen Spielklasse, die Nizza durch den Aufstieg 1994 erreicht hatte. Mit seiner Mannschaft erkämpfte sich Fugen zweimal den Klassenerhalt, ehe er 1997 den Gang in die zweite Liga antreten musste. Zugleich spielte die Mannschaft eine starke Saison im Pokal, die sie bis ins Finale gegen EA Guingamp führte. Fugen wurde dabei von Beginn an aufgeboten, nach dem 1:1 in der regulären Spielzeit allerdings zu Beginn der Verlängerung von Arjan Vermeulen ersetzt. So war er nicht am Elfmeterschießen beteiligt, das 4:3 endete und Nizza den Pokalsieg sicherte. Dies war, abgesehen von der Zweitligameisterschaft 1994, der erste und einzige Titel in Fugens gesamter Laufbahn. Der Pokalerfolg bescherte dem Zweitligisten auch eine Teilnahme am UEFA-Cup, an dem der Verteidiger verletzungsbedingt aber nicht teilnehmen konnte.
Mit dem Auslaufen seines Vertrags im Jahr 1998 unterschrieb er beim ebenfalls zweitklassigen Troyes Aube Champagne, das 2000 in ES Troyes AC umbenannt wurde. Zu Beginn lief er für diesen noch auf und hatte 1999 Anteil am Aufstieg in die erste Liga. Danach spielte er verletzungsbedingt überhaupt nicht mehr und verpasste mit dem UI-Cup 2001 sein zweites internationales Turnier, weil er zur selben Zeit nur noch im Kader der Reservemannschaft stand. Im selben Jahr beendete Fugen mit 30 Jahren seine aktive Karriere. Im Anschluss daran kehrte er in seine Heimatregion zurück und wurde von der AS Monaco als Trainer der U-14-Jugendmannschaft eingestellt.